# Hyakumantō Darani

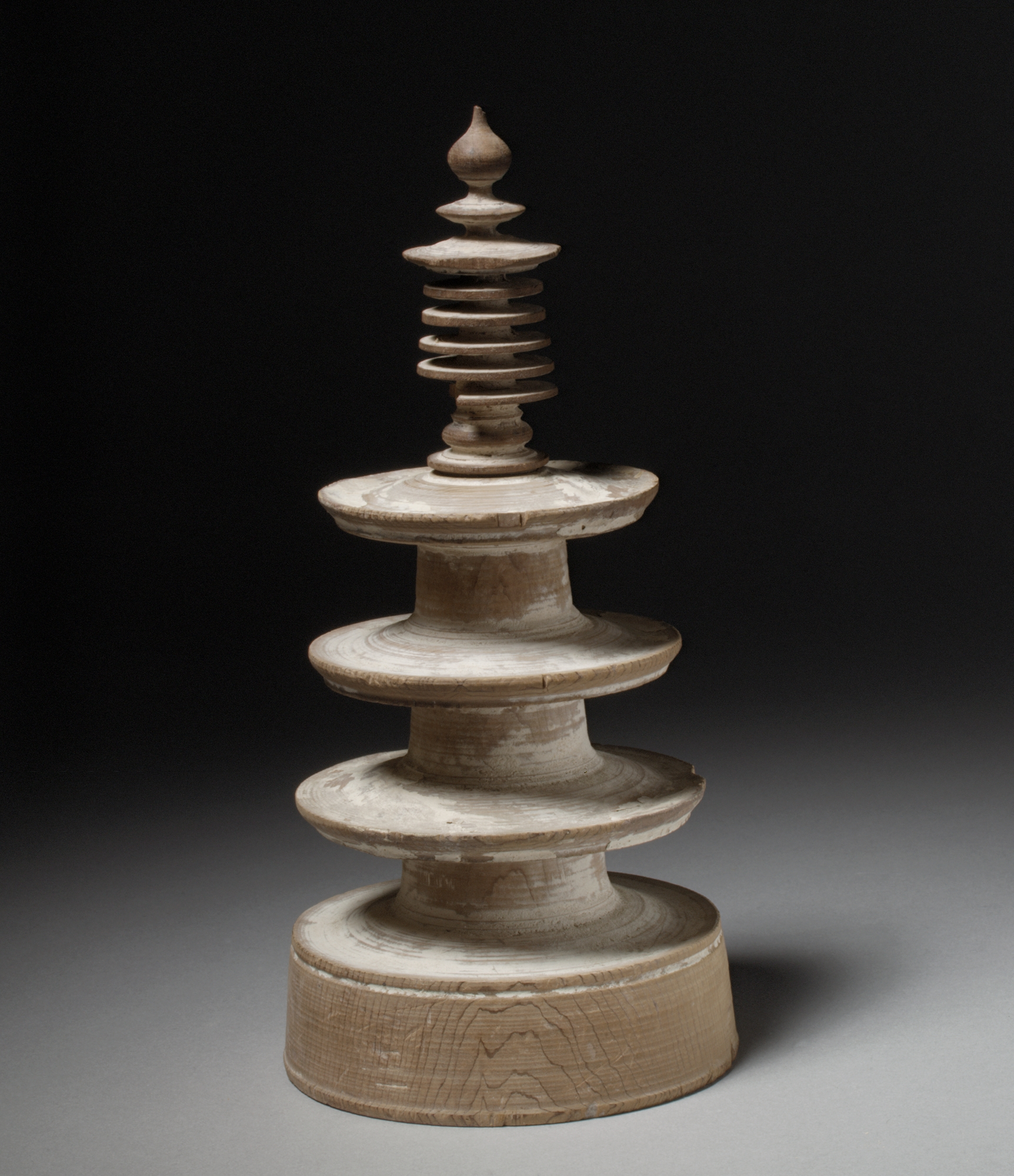
Une des « Un million de pagodes » haute de 21 cm.

Le Hyakumantō Darani (百万塔陀羅尼), littéralement « Un million de pagodes et de prières dhāranī », est un texte célèbre reproduit en gravure sur bois et imprimé au Japon en 764. On considère qu'il s'agit du premier texte imprimé par des moyens mécaniques dans ce pays.

## Histoire
Les livres imprimés par gravure sur bois en provenance des temples chinois bouddhistes sont présents au Japon dès le VIIIe siècle. En 764, l'impératrice Shōtoku (718 - 770) commande un million de petites pagodes en bois. Pour cette raison, on les appelle Hyakumantō (百万塔, Un million de pagodes). Chacune contient un petit rouleau de papier (généralement 6 × 45 cm) sur lequel est imprimé un fragment du Sutra de Vimalakirti, (japonais : « Mukujōkō daidarani kyō » (無垢淨光大陀羅尼經)), un important texte bouddhique sutra bouddhique. 
Le temple Hōryū-ji, situé à Ikagura, préfecture de Nara possède encore un nombre important de ces pagodes. Celles-ci sont distribuées aux temples dans tout le pays, en action de grâce pour la répression de la rébellion d'Emi de 764. Ce sont les premiers exemples d'estampes japonaises (ukiyo-e) connus et documentés. Plusieurs copies existent encore, (voir lien externe plus bas). 
Les coûts de l'impression, achevée vers 770, sont si élevés que la technique d'impression ne se développe pas, si bien que la production et la distribution de livres continuent à être fortement tributaires des copies manuscrites.